# Čelkova Lehota
Čelkova Lehota je naseljeno mjesto u okrugu Považská Bystrica u Trenčínskom kraju u Slovačkoj.

## Stanovništvo
| Godina:     | 1993. | 2003.   | 2013.   | 2023.    |
| ----------- | ----- | ------- | ------- | -------- |
| Broj ljudi: | 153   | 141     | 138     | 157      |
| Razlika:    |       | -7,84 % | -2,12 % | +13,76 % |

| Godina:     | 2022. | 2023.   |
| ----------- | ----- | ------- |
| Broj ljudi: | 150   | 157     |
| Razlika:    |       | +4,66 % |

Prema podatcima o broju stanovnika iz 2023. godine naselje je imalo 157 stanovnika.

## Vanjske poveznice
|  | Zajednički poslužitelj ima još gradiva o temi Čelkova Lehota |

- Službena stranica naselja (sl.)